# Cantor-Diagonalisierung
Als Cantor-Diagonalisierung werden zwei von Georg Cantor entwickelte Diagonalisierungsbeweisverfahren bezeichnet:
- Cantors erstes Diagonalargument ist ein mathematisches Beweisverfahren, mit dem man zeigen kann, dass zwei unendliche Mengen gleichmächtig sind. (Beispielsweise die rationalen Zahlen und die natürlichen Zahlen)
- Cantors zweites Diagonalargument ist ein mathematischer Beweis dafür, dass die Menge der reellen Zahlen (auch das Kontinuum genannt) überabzählbar ist. Dieser Beweis ist auch unter dem Namen Diagonalisierung bekannt.

Im Jahr 1874 fand bzw. veröffentlichte Georg Cantor einen Beweis zur Abzählbarkeit der rationalen Zahlen und der algebraischen Zahlen durch Anwendung des „Ersten Cantorschen Diagonalverfahrens“. Gleichzeitig veröffentlichte er einen Beweis zur Überabzählbarkeit der reellen Zahlen inkl. Folgerung der Existenz nicht-algebraischer reeller Zahlen. In den Jahren 1890 und 1891 fand bzw. veröffentlichte er den Beweis, dass die Potenzmenge einer beliebigen Menge mächtiger ist als diese und dass insbesondere die Potenzmenge der natürlichen Zahlen überabzählbar ist. Dieser Beweis wird als „Zweites Cantorsches Diagonalverfahren“ bezeichnet und war Auslöser der Begründung der transfiniten Mengenlehre durch Georg Cantor in den Jahren 1895 bis 1897. Die Überabzählbarkeitsbeweise beweisen auch die Überabzählbarkeit des Kontinuums.